# كريس ماسون
كريس ماسون (بالإنجليزية: Chris Mason)‏ (26 يونيو 1986 في المملكة المتحدة - ) هو لاعب كرة قدم بريطاني في مركز الدفاع. لعب مع نادي هاروجيت تاون وÖstavalls IF ‏ ونادي غيتزهد وبيشوب أوكلاند ‏ وShildon A.F.C. ‏ وسبنيمور تاون ‏ ودارلينجتون إف سى.

## وصلات خارجية
- كريس ماسون على موقع قاعدة بيانات كرة القدم.إي يو (الإنجليزية)